# Miranda Cosgrove
Miranda Taylor Cosgrove (Los Ángeles, California, 14 de mayo de 1993) es una actriz y cantante estadounidense. 
Comenzó su carrera a los tres años de edad, haciendo anuncios televisivos. Su debut como actriz se produjo en 2002, interpretando a Summer Hathaway en la película musical School of Rock. Se dio a conocer en 2003 por su actuación como Megan Parker en la serie original de Nickelodeon, Drake & Josh. Cosgrove saltó a la fama internacional por interpretar a Carly Shay en la serie nominada al Emmy iCarly. La serie obtuvo buena recepción y recibió numerosos premios, como los Teen Choice Awards y los Nickelodeon Kids Choice Awards en 2009, 2010, y 2011, respectivamente. Durante el rodaje del programa, llegó a recibir un total de hasta 180.000 dólares estadounidenses por cada episodio, por lo que se convirtió en la actriz infantil mejor pagada y logró entrar en el libro Guinness de los récords en 2012.

## Primeros años
Miranda Taylor Cosgrove procede de una familia típica estadounidense de clase media. Hija de Tom y Chris Cosgrove, nació el 14 de mayo de 1993 en Los Ángeles. Su padre Tom, era dueño de una lavandería en el centro de la ciudad, mientras que su madre era ama de casa. A los tres años de edad, Miranda fue descubierta por un agente mientras cantaba y bailaba en el restaurante Sabor local del L.A.; el agente se sorprendió con su talento contratándola para hacer anuncios comerciales y de productos. Su primer comercial fue para las cadenas de comida rápida Burger King y McDonald's, respectivamente. De este modo, a los siete años de edad, decidió que quería seguir la profesión en las artes, como actriz, haciendo audiciones para papeles en teatros y en series de televisión.

## Carrera

### 2001-2006: inicios
En 2001, hizo su primera aparición en la televisión, proporcionando la voz a la versión infantil del personaje de Lana Lang, interpretado en pantalla por Jade Unterman, en el episodio piloto de la serie Smallville, de la emisora The WB. Más tarde, en 2003, fue invitada a participar en la película School of Rock, protagonizada por Jack Black y Joan Cusack, interpretando al personaje Summer Hathaway. La película fue un éxito en la taquilla, recibiendo numerosas críticas positivas, con una puntuación de 91% en el sitio web de crítica Rotten Tomatoes. En agosto de 2003, después de las grabaciones de la película, fue invitada a formar parte del elenco de la serie Drake & Josh de la emisora infantil Nickelodeon, interpretando a la antagonista Megan Parker. La serie se prolongó hasta 2007, iniciando en el año 2004.
En 2005, participó en la película Yours, Mine and Ours (Los Tuyos, los Míos y los Nuestros título traducido al español), protagonizada por Dennis Quaid y Rene Russo, interpretando al personaje Joni North. La película, así como Escuela de rock, fue todo un éxito en taquilla, recaudando más de 72 millones de dólares.  También fue nominada para un Young Artist Awards en la categoría de Mejor Elenco Juvenil. Al año siguiente, nuevamente en el cine, Miranda participó en la película Keeping Up with the Steins con el papel de Karen Sussman. A diferencia de las otras, la película no obtuvo tanto éxito.

### 2007-2010:iCarly, e incursión en música y cine
En cuanto a su carrera musical, firmó con la compañía discográfica, Columbia Records en 2008 y en ese mismo año se lanzó la banda sonora homónima de iCarly, donde Cosgrove interpretó cuatro canciones. El álbum debutó en la posición 28 del Billboard 200 del álbum se desprenden los sencillos «Leave It All to Me», y «Stay My Baby», todos ellos con un buen rendimiento musical.
En 2007, Cosgrove protagonizó su propia serie, titulada iCarly, interpretando a la joven Carly Shay. La serie es un show en formato sitcom (comedia de situación), el programa se estrenó el 8 de septiembre de 2007 y rápidamente conquistó al público de todo el mundo. El tema musical de la serie, «Leave It All to Me» fue interpretado por Cosgrove con la participación del cantante y actor Drake Bell, convirtiéndose en canción oficial en diciembre de ese año. La banda sonora de la serie fue lanzada en junio de 2008 y debutó en el lugar número 28 en el Billboard 200.
En ese mismo año, Cosgrove dio una entrevista a MTV News y dijo que estaba escribiendo nuevas canciones para su álbum debut, que tendría la producción de The Matrix y Dr. Luke, aparte de decir que la fecha de lanzamiento sería en 2010. La actriz también participó en la película original de Nickelodeon, basada en la exitosa serie Drake & Josh llamada Merry Christmas, Drake & Josh e interpretó la canción «Christmas Wrapping». Al año siguiente, ella lanzó el extended play (EP) About You Now, y el álbum fue bien recibido por la crítica y las canciones fueron presentadas en diferentes conciertos. El único sencillo distribuido, que lleva el mismo nombre del álbum, debutó en las posiciones 47 y 79 del Billboard Hot 100 y UK Singles Chart, respectivamente.
Unos meses más tarde, la cantante lanzó el sencillo principal de la película animada de Sony Pictures Animation llamada Cloudy With a Chance of Meatballs llamado: «Raining Sunshine» que también formó parte de la banda sonora de la película (Nublado con Probabilidad de albóndigas). En octubre de 2009, protagonizó la película The Wild Stallion, originalmente filmada en 2006, cuando Miranda tenía apenas trece años de edad. Se estrenó solo en la televisión y en DVD, recibiendo una puntuación de 55% de audiencia en Rotten Tomatoes, siendo clasificado como «buena».
El 18 de abril de 2010, Cosgrove lanzó su primer álbum de estudio, Sparks Fly bajo el sello de Columbia Records, que debutó en la octava posición del Billboard 200 con más de 35,000 BBC copias vendidas en su primera semana además de debutar en las listas de Alemania, México y Suiza. El primer sencillo de este «Kissin U» alcanzó la posición 54 en el Billboard Hot 100 recibiendo un disco de oro por la RIAA en Estados Unidos. En enero de 2011, Cosgrove partió en su primera gira musical: Dancing Crazy Tour, recorriendo con mayor éxito en ciudades estadounidenses, sin embargo la gira terminó en agosto de ese mismo año, debido a un accidente sufrido por la cantante en el autobús de la gira. El 3 de septiembre de 2009, Cosgrove interpretó el sencillo: «Raining Sunshine», del soundtrack de la película Cloudy with a Chance of Meatballs el filme presenta la canción al final, en la sección de créditos, ese mismo año realizó su incursión como actriz de doblaje en Despicable Me, película animada que logró éxito en taquilla a nivel mundial.

### 2010-2012:Sparks Fly, salida de Nickelodeon, primera gira mundial y estudios universitarios

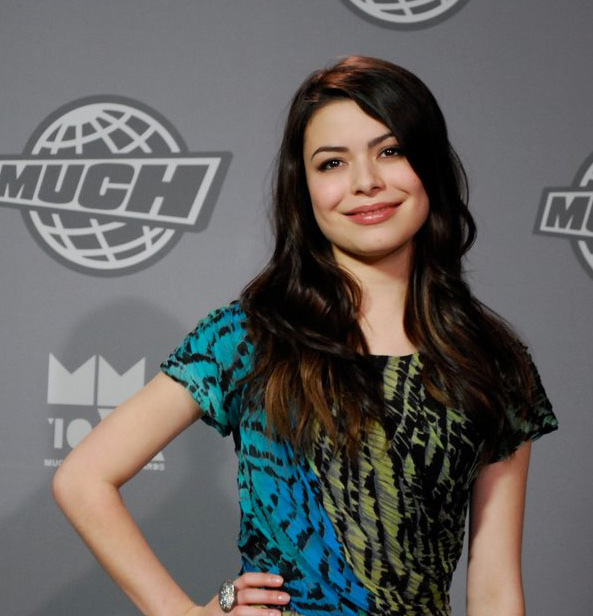
Cosgrove en los Much Music Video Awards, en 2010.

Después de muchos rumores, Nickelodeon anunció que el título del álbum debut de Miranda sería llamado Sparks Fly, con previsión de lanzamiento para el mes de abril en el año 2010. El álbum debutó en el octavo lugar del Billboard 200 con más de 38,000 copias vendidas en su primera semana. La primera canción del álbum fue llamada «Kissin U», que debutó en la posición 54 de las listas americanas, por medio del Billboard Hot 100, convirtiéndose en un gran éxito en Alemania, Austria, México, entre otros países. También fueron lanzados los promocionales para «BAM» y «Disgusting», que alcanzaron buenas posiciones en las listas norteamericanas.
Ese mismo año, Cosgrove asistió al documental 7 Secretos, una miniserie de Nickelodeon, en el cual algunas estrellas del canal hablan sobre sus más íntimos secretos, y se presentó también en la serie de drama, The Good Wife transmitida por la cadena CBS. Además, fue estrella invitada en el especial de una hora de Navidad en la serie  Big Time Rush, en la cual regrabó la canción «All I Want for Christmas Is You» de Mariah Carey, junto al elenco y el rapero Snoop Dogg. En 2010, regresó a los cines para doblar al personaje de Margo en la exitosa animación Despicable Me, que también contó con la presencia de Steve Carell. La película recaudó más de US$ 540 millones en todo el mundo, volviéndose por mucho tiempo una de las diez películas con mayor audiencia de todo aquel año. Ella también firmó un contrato con la empresa de cosmésticos, Neutrogena en febrero de 2010, siendo nombrada embajadora de la empresa.
En diciembre de 2010, Cosgrove lanzó su canción, «Dancing Crazy», obteniendo más de 10 millones de visitas en YouTube hasta el momento, y fue escrita por Max Martin, Shellback y Avril Lavigne. La canción fue incluida en su extended play (EP) High Maintenance, lanzado en marzo de 2011. El disco contó con la participación de Rivers Cuomo de Weezer en una de las pistas, y debutó en el puesto número 34 en el Billboard 200. Para promocionar sus álbumes, Cosgrove realizó una gira llamada Dancing Crazy Tour, pero fue cancelada debido a un accidente con el autobús donde viajaba Miranda y su banda en agosto de 2011.

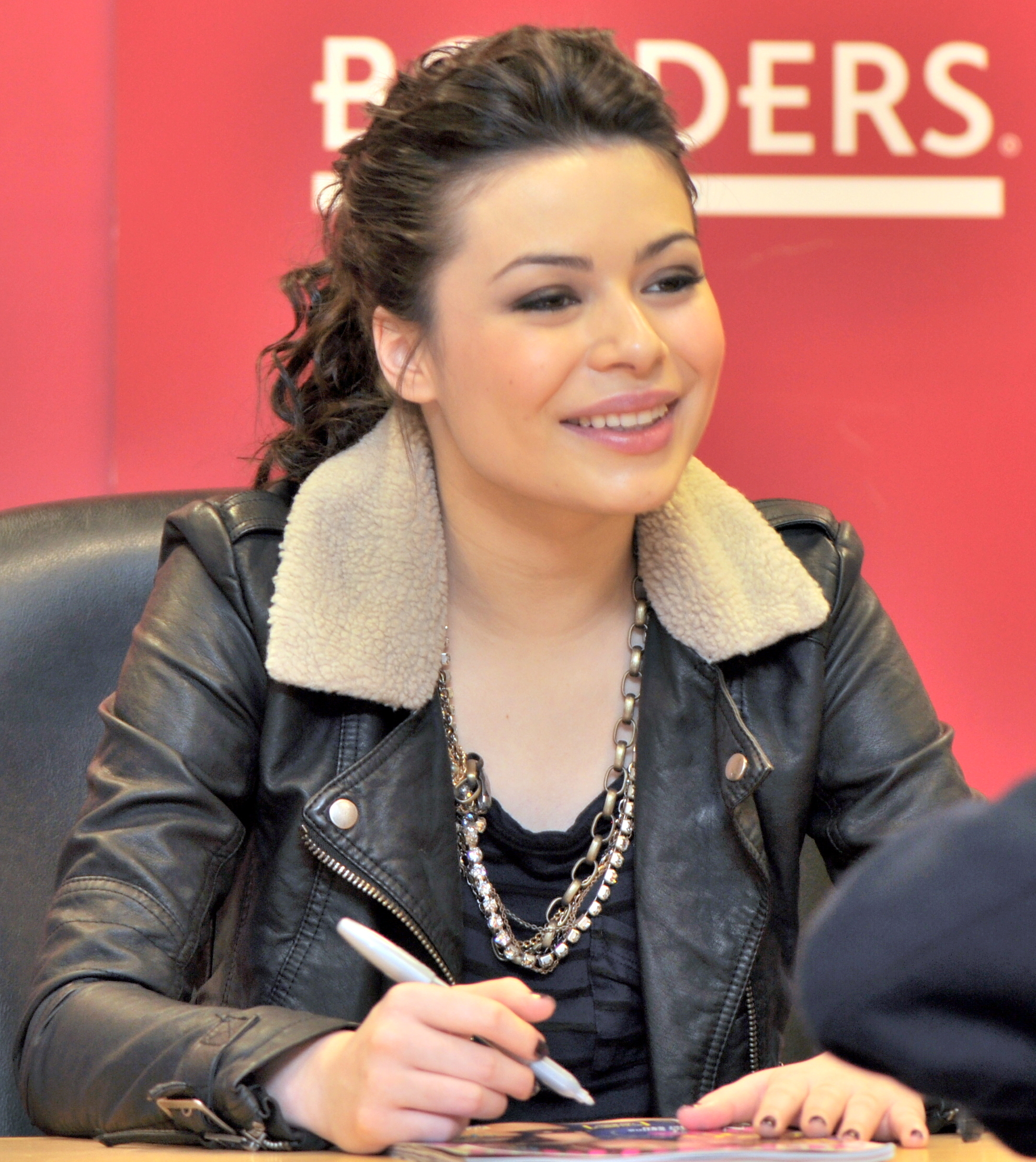
Cosgrove firmando la revista Columbus Circle Borders, presentándola en la portada de Seventeen, en 2011.

En enero del año siguiente, se distribuyó la segunda banda sonora de iCarly, titulada iSoundtrack II, alcanzando la posición 157 en el Billboard 200. El último episodio de la serie salió al aire en noviembre de 2012, y Cosgrove dijo: «Todos vamos a trabajar de nuevo y comenzaremos con capítulos diferentes en nuestras vidas, pero seremos amigos para siempre. Nos dijeron que la última temporada iba a ser en cualquier momento, pero siempre terminaban escribiendo más episodios. Nos encanta hacer el show, nos divertimos mucho, pero no lo queremos extender demasiado». También fue incluida en la edición 2012 del libro de los Guinness World Records como la Actriz Joven Mejor Pagada de la Televisión por recibir cerca de US$ 180,000 por cada episodio de iCarly. Ese mismo año, Cosgrove apareció en la séptima posición en la lista de los jóvenes más ricos de Hollywood según M Magazine, con una fortuna de US$ 7,000,000.
En octubre de 2012, Cosgrove ingresó a la Universidad del Sur de California para estudiar actuación, según lo dicho por ella en una entrevista.

### 2013-presente: Trabajo actual y secuela deiCarly
En 2013, se confirmó que se estaba filmando dos películas: How Could You Do This to Me? y Liars (A-E), además de Despicable Me 2 en el que ella interpretará nuevamente a Margo. En diciembre, anunció en The Today Show que estaba grabando un nuevo álbum.En 2014, Cosgrove realizó trabajo de voz en la película de animación A Mouse Tale, que fue lanzado el 10 de febrero de 2015. Cosgrove también protagonizó la película de terror The Intruders con Austin Butler, que retrata el papel de Rose.
En mayo de 2015, fue emitido el piloto de la comedia de la NBC Crowded, creado por Suzanne Martin con el productor ejecutivo Sean Hayes. Cosgrove interpretó a Shea, una licenciada en Astrofísica del MIT, que no sabe qué hacer en la vida post-universitaria, y así decide con su hermana mudarse a casa para averiguar, volviendo locos a sus padres. La serie debutó el 15 de marzo de 2016, pero fue cancelada después de una temporada. 
En marzo de 2017, Cosgrove fue emitido en el piloto de comedia de la NBC Spaced Out de los creadores Adam Sztykiel y Bill Lawrence. Sin embargo, no se ordenó a la serie. En junio, Cosgrove repite como Margo en la película animada Despicable Me 3.En 2019, Cosgrove interpretó a Lisa Brown en la película 3022. Desde 2020, es la presentadora de la serie de CBS, Mission Unstoppable.
En diciembre de 2020, se anunció que Cosgrove volvería a interpretar su papel de Carly Shay en una secuela de iCarly para el servicio de streaming Paramount+.En 2023, la serie fue cancelada después de tres temporadas.En febrero de 2024, Cosgrove interpretar a Kelly en la película de comedia Drugstore June.En mayo, coprotagoniza a Emma en la película de Netflix La madre de la novia.En julio, Cosgrove regresó como Margo en Despicable Me 4.

## Vida personal
Estudió y se graduó de la Universidad del Sur de California con la carrera de psicología, en un principio estudió cine pero decidió cambiar de carrera al ver que no era lo suyo.

## Filantropía

### Acciones solidarias
Cosgrove es una activa defensora del Hospital de Investigación Infantil St. Jude en Memphis, Tennessee. También visitará otros hospitales y considera a la educación a través de la música como una de sus obras de caridad favoritas. Además, Miranda es una portavoz nacional de la Light the Night Walk (Alumbra la Caminata Nocturna), una organización que educa a la gente sobre el cáncer y la leucemia.
También participa en las campañas contra el acoso y el ciberacoso, y la campaña The Big Help (La gran ayuda), que anima a los jóvenes a preservar el medioambiente y llevar una vida saludable.  Por sus actos filantrópicos, Miranda recibió el premio al Mejor Modelo individual en la era digital durante el evento 7th Annual Common Sense Media, realizado en Nueva York en abril de 2011.

## Filmografía

### Cine
| Año  | Título                          | Personaje       | Notas                                                  |
| ---- | ------------------------------- | --------------- | ------------------------------------------------------ |
| 2003 | School of Rock                  | Summer Hathaway | Coprotagonista                                         |
| 2005 | Yours, Mine and Ours            | Joni North      | Coprotagonista                                         |
| 2005 | Here Comes Peter Cottontail     | Munch (voz)     | Protagonista                                           |
| 2006 | Keeping Up with the Steins      | Karen Sussman   | Papel secundario                                       |
| 2006 | The Wild Stallion               | Hannah Mills    | Protagonista                                           |
| 2006 | Drake & Josh Go Hollywood       | Megan Parker    | Antagonista (película original de Nickelodeon)         |
| 2007 | Drake & Josh: Really Big Shrimp | Megan Parker    | Antagonista (película original de Nickelodeon)         |
| 2008 | Merry Christmas Drake & Josh    | Megan Parker    | Antagonista (película original de Nickelodeon)         |
| 2008 | iGo to Japan                    | Carly Shay      | Protagonista (película original de Nickelodeon)        |
| 2010 | Despicable Me                   | Margo (voz)     | Coprotagonista                                         |
| 2011 | iParty with Victorious          | Carly Shay      | Protagonista (crossover con Victorious de Nickelodeon) |
| 2013 | Despicable Me 2                 | Margo (voz)     | Coprotagonista                                         |
| 2013 | Ruedines                        | Margo (voz)     | Cortometraje                                           |
| 2013 | Gru's Girls                     | Savana          | Cortometraje                                           |
| 2015 | A Mouse Tale                    | Samantha (voz)  | Protagonista (directo a DVD)                           |
| 2015 | The Intruders                   | Rose Halshford  | Protagonista (directo a DVD)                           |
| 2017 | Despicable Me 3                 | Margo (voz)     | Coprotagonista                                         |
| 2019 | Despicable Me: Minion Scouts    | Margo (voz)     | Cortometraje                                           |
| 2019 | 3022                            | Lisa Brown      | Coprotagonista                                         |
| 2020 | North Hollywood                 | Rachel          | Coprotagonista                                         |
| 2024 | La madre de la novia            | Emma Wislow     | Protagonista, película de TV Netflix                   |
| 2024 | Despicable Me 4                 | Margo (voz)     | Postproducción                                         |
| 2024 | Drugstore June                  | TBA             | Postproducción                                         |

### Televisión
| Año       | Título                    | Personaje            | Notas                                                                                                 |
| --------- | ------------------------- | -------------------- | --- |
| 2001      | Smallville                | Lana Lang (voz)      | «Pilot» (Temporada 1, Episodio 1)                                                                     |
| 2004      | Grounded for Life         | Jessica              | «You Better You Bet» (Temporada 5, Episodio 5)                                                        |
| 2004      | What's New, Scooby-Doo?   | Miranda Wright (Voz) | «A Terrifying Round with a Menacing Metallic Clown» (Temporada 3, Episodio 7)                         |
| 2004-2007 | Drake & Josh              | Megan Parker         | Elenco principal, serie de TV Nickelodeon                                                             |
| 2005      | Lilo & Stitch: The Series | Girl / Sarah         | «Shush: Experiment» (Temporada 2, Episodio 34) & «Morpholomew: Experiment» (Temporada 3, Episodio 16) |
| 2007      | Zoey 101                  | Paige Howard         | «Paige at PCA» (Temporada 3, Episodio 13)                                                             |
| 2007      | Just Jordan               | Lindsey Chandler     | «Piano Stressin» (Temporada 1, Episodio 13)                                                           |
| 2007      | Unfabulous                | Cosmina              | «The Talent Show» (Temporada 3, Episodio 1)                                                           |
| 2007-2012 | iCarly                    | Carly Shay           | Protagonista, serie de TV Nickelodeon                                                                 |
| 2008      | The Naked Brothers Band   | Ella misma           | «Chica misteriosa» (Temporada 3, Episodio 1)                                                          |
| 2010      | 7 Secrets                 | Ella misma           | 7 Secrets with Miranda Cosgrove                                                                       |
| 2010      | Big Time Rush             | Ella misma           | Episodio: «Big Time Christmas»                                                                        |
| 2010      | The Good Wife             | Sloan Burchfield     | «Bad Girls» (Temporada 2, episodio 7)                                                                 |
| 2016      | Crowded                   | Shea Moore           | Elenco principal                                                                                      |
| 2017      | Spaced Out                | Casey                | «Pilot» (no emitido)                                                                                  |
| 2018      | History of Them           | Narradora            | «Pilot» (no emitido)                                                                                  |
| 2019      | Mission Unstoppable       | Ella misma           | Anfitriona                                                                                            |
| 2020      | The Goldbergs             | Elana Reid           | Episodio: «Preventa Mode»                                                                             |
| 2020      | Minions Holiday Special   | Narradora (voz)      | Especial de televisión                                                                                |
| 2021-2023 | iCarly                    | Carly Shay           | Protagonista / Productora ejecutiva, serie de TV Paramount+                                           |

## Premios y nominaciones
Miranda Cosgrove ha sido nominada en ocasiones para los Kids' Choice Awards, Teen Choice Awards y otros. Ha ganado 10 de 45 nominaciones.